# Magdaléna Štrompachová
Magdaléna Štrompachová (de soltera: Magdolna Drescher, Budapest, 23 de septiembre de 1919 – Bratislava, 17 de noviembre de 1988) pintora y restauradora ugroeslovaca. Fundó con su esposo Ludwig Strompach una escuela de bellas artes donde fue profesora (1964-1973), de donde han salido varios artistas, entre ellos sus dos hijos.

## Biografía
Magdaléna Štrompachová creció en Baja. Su madre era pianista aficionada y su padre violinista y profesor de violín. 
Estudió en la Universidad de Bellas Artes de Hungría. En 1946 se mudó con su esposo a Praga donde trabajó en unos estudios de cine, en 1950 a Eslovaquia, y desde 1986 vivió entre Budapest y Bratislava.

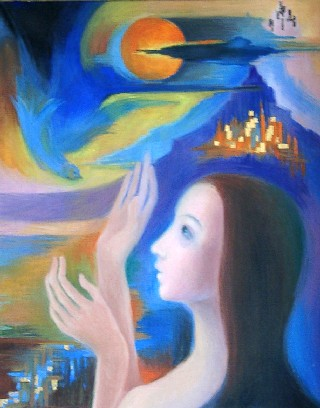
Magdalena Strompach: El pájaro azul (1987)